# 卡缅纳古拉
卡缅纳古拉是波兰下西里西亚省的一个镇，也是卡缅纳古拉县的县治所在。

## 友好城市

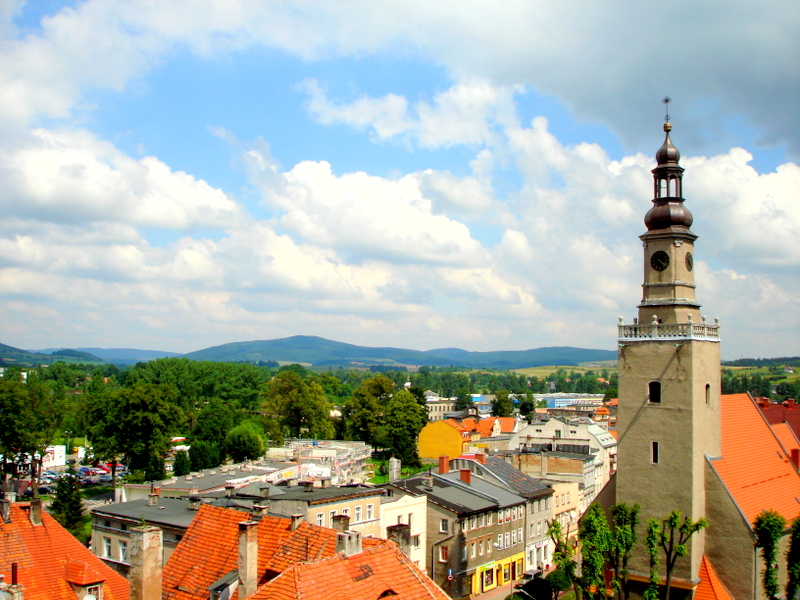

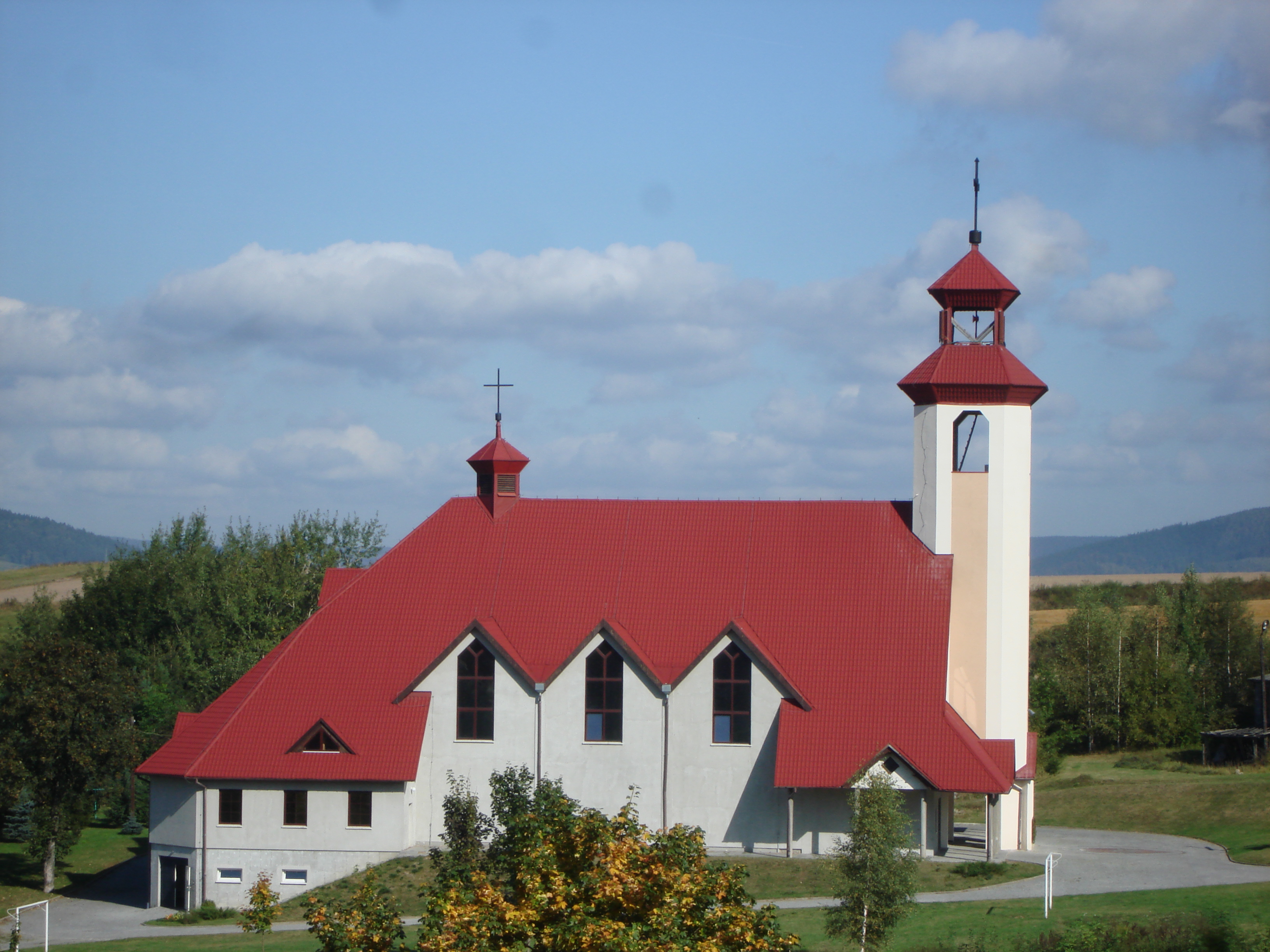

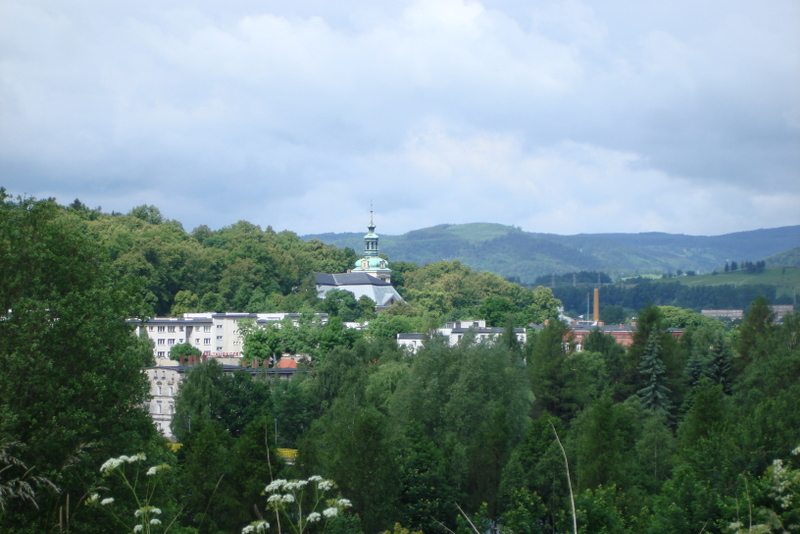

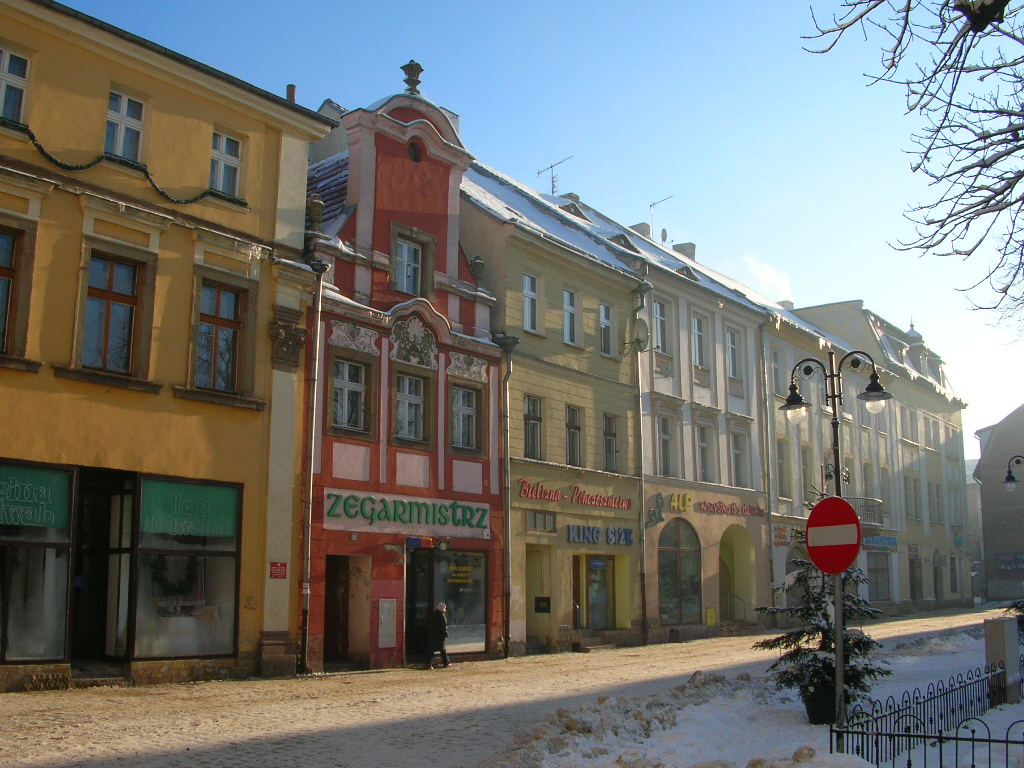

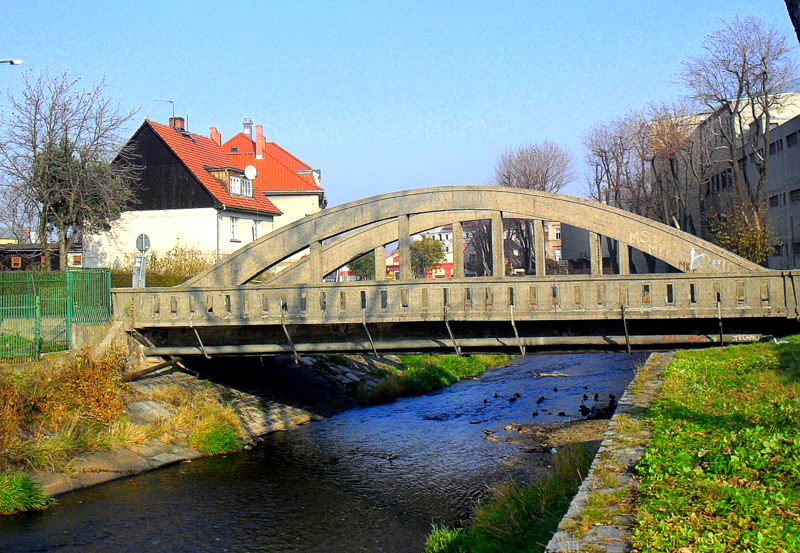

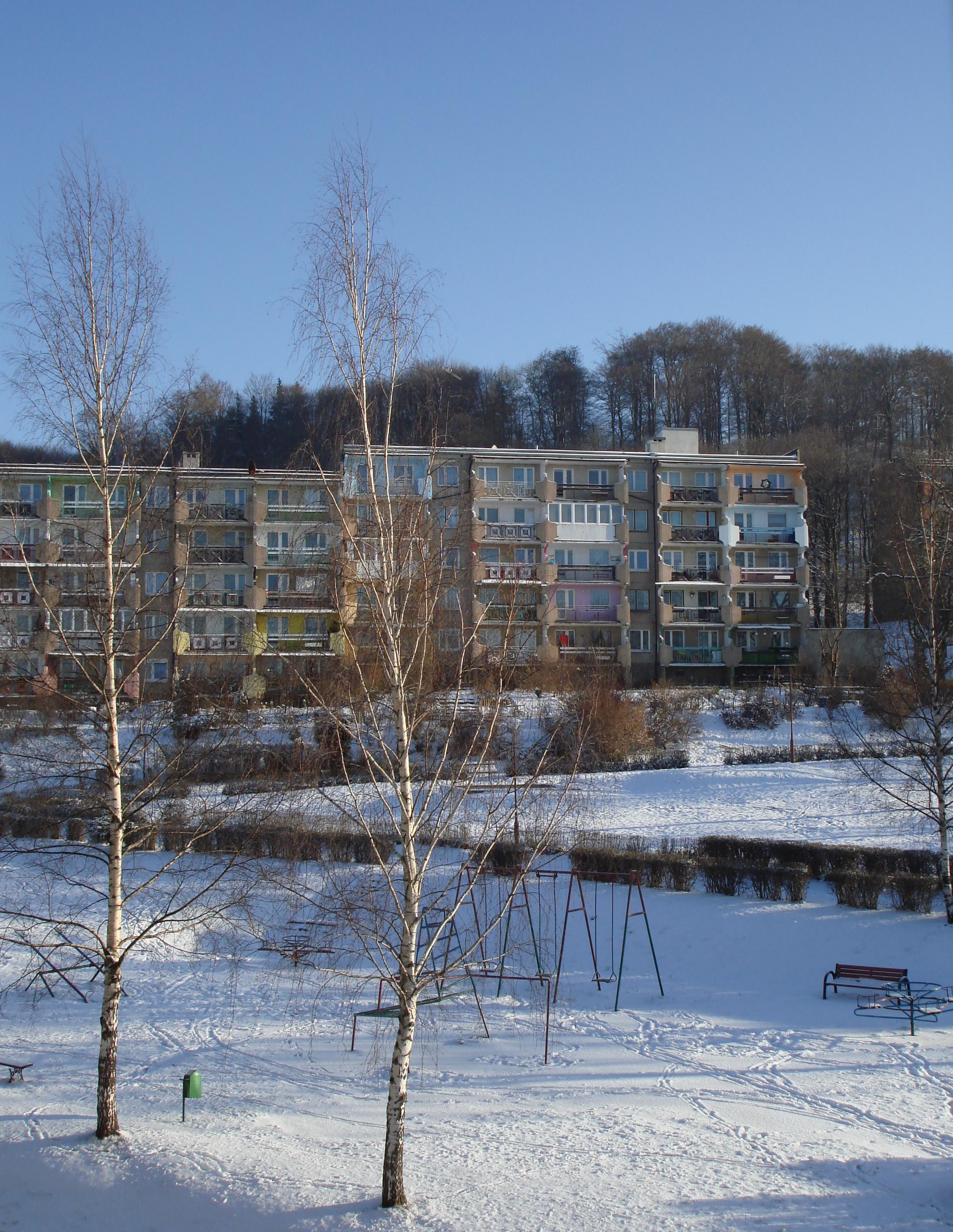

- 法國 维耶尔宗